# 玛雅人
玛雅人（Maya peoples）是古代印第安人（美洲原住民）的一支，是美洲唯一留下文字記錄的民族。公元前約2500年就已定居今墨西哥的猶加敦半島、瓜地馬拉、貝里斯、以及薩爾瓦多和洪都拉斯的部分地區。使用馬雅語。古馬雅人發展出著名的馬雅文明，是唯一發展出文字的美洲文明，曾盛極一時，直到16世紀西班牙人殖民美洲，使馬雅文明走入歷史，待19世紀馬雅文明遺址被發現，此文明才得以重現於世人眼前。“玛雅”是为了方便而起的他们的一个集体的称号，这包括为该地区贡献某种程度的文化和语言遗产的人。但这之中也包括许多不同的人口、社会和种族群体，他们中谁都有自己特殊的传统、文化和历史的特征。
在21世纪初，約有7百万玛雅人。墨西哥南部和尤卡坦半岛、危地马拉，伯利兹，萨尔瓦多和洪都拉斯还存在着大量遗留的古代文化遗产。一些玛雅人已经相当地融入了现代文化，另一些人还在继续着更传统的习俗，这些人以玛雅语作为主要语言。据说全盛时代玛雅人口达1400万。
现在的玛雅人大多数生活在墨西哥的尤卡坦州、坎佩切州、金塔纳罗奥州、塔巴斯科州和恰帕斯，和中美洲国家伯利兹，危地马拉，洪都拉斯的西部和萨尔瓦多。他們之間已經沒有馬雅文明興盛時期的城邦連結，失去橫的聯繫，各自發展出獨特的文化與傳統，不曉得過去的文明歷史。但馬雅人仍留有些許宗教文化、社會習俗，與後來的殖民者相異，由此可見馬雅文化猶存。
主要從事農業，種植玉米、蠶豆、南瓜、可可、甘薯、辣椒、菸草、棉花。土地公有，分配給每個家庭使用，每3年重新分配一次土地。后期出現了自由人和奴隸的劃分，統治者稱為「大人」，職位世襲，掌握軍政大權。

## 民族分佈、人口與語言

### 民族分布
馬雅人目前主要分布在瓜地馬拉和墨西哥東南方的猶加敦、塔巴斯科州和恰帕斯州。另外，貝里斯、洪都拉斯、薩爾瓦多南部也有些許馬雅人。

### 人口
馬雅人分散在各個國家，人口約有六到七百萬人。
根據研究觀察，馬雅人的數量正在增加。有些人認為馬雅人正藉由提高對自己族群的認識與認同來凝聚力量。

### 語言
目前馬雅人所在國家多以西班牙文為官方語言，但許多馬雅人仍使用馬雅語作為母語或第二語言。
由於地理環境因素，馬雅語系分支眾多。目前最多馬雅人使用的是猶加敦馬雅語，通稱為馬雅語，語言學家為了區別馬雅語系其他語言，才在前面加上「猶加敦」三字。
此語言主要在墨西哥與貝里斯使用，光是在墨西哥就有762,520人使用，而貝里斯的馬雅人除了猶加敦馬雅語之外，也使用莫潘語（Maya, Mopán）。莫潘語在語言學上同屬於猶加敦馬雅語支。

除此之外，還有接近古典馬雅語的喬爾語，以及多在瓜地馬拉山區使用的基切語。

## 地理環境

### 猶加敦半島
猶加敦半島是馬雅文明的濫觴之地，如今馬雅人仍然遍布全猶加敦半島。多年來墨西哥人稱猶加敦半島為「馬雅潘（mayapan）」，或許可從中窺見其道理。
猶加敦半島位於中美洲北部、墨西哥東南部，在墨西哥灣與加勒比海之間。地形南高北低，平均海拔不足200公尺，海岸線約1100公里。屬於熱帶氣候，年平均氣溫20～29℃，年降水量500～1000毫米，自南向西北減少。

### 瓜地馬拉中部高原
瓜地馬拉的馬雅人多分布於該國中部的高原地區，海拔約1300到1800公尺，全年氣溫溫和，白天溫度約攝氏18到28度之間。許多古馬雅城如蒂卡爾、克薩爾特南戈、奇奇卡斯德南哥（Chichicastenango）都在此。

## 歷史沿革
馬雅人歷史悠久，著名的馬雅古文明為石器文明，並未發明青銅器或鐵器，是中美洲唯一發明出文字的文明。曾盛極一時，幾乎統一全中美洲。根據中美洲編年，馬雅文明的歷史可分為前古典期、古典期、後古典期三個主要時期。但馬雅文明不是在一個地區連續發展下來的，所以又有史學家以地理位置把它分為南部馬雅時期和北部馬雅時期。南部馬雅人屬於前古典期和古典期、北部馬雅文明期則屬於後古典時期。而後馬雅諸城邦被西班牙人所滅，結束了輝煌的馬雅文明。
值得注意的是，馬雅文明與其他古文明有兩大不同之處：
1. 馬雅是個「聯合城邦」，從來沒有出現一個集權國家。
2. 不同於其他誕生於大河流域的古文明，馬雅文明源於熱帶叢林。雨林的氣候環境使他們以玉米為主食。

| 時期            | 細分            | 細分            | 年份                  |
| --------------- | --------------- | --------------- | --------------------- |
| 遠古（Archaic） | 遠古（Archaic） | 遠古（Archaic） | 西元前8000年 – 2000年 |
| 前古典期        | 早期前古典期    | 早期前古典期    | 西元前2000年 – 1000年 |
| 前古典期        | 中期前古典期    | 早期中前古典    | 西元前1000年 – 600年  |
| 前古典期        | 中期前古典期    | 晚期中前古典    | 西元前600年 – 350年   |
| 前古典期        | 晚期前古典期    | 早期晚前古典    | 西元前350年 – 1年     |
| 前古典期        | 晚期前古典期    | 晚期晚前古典    | 西元前1年 – 西元159年 |
| 前古典期        | 晚期前古典期    | 終端前古典期    | 西元159年 – 250年     |
| 古典期          | 早期古典期      | 早期古典期      | 西元250年 – 550年     |
| 古典期          | 晚期古典期      | 晚期古典期      | 西元550年 – 830年     |
| 古典期          | 終端古典期      | 終端古典期      | 西元830年 – 950年     |
| 後古典期        | 早期後古典期    | 早期後古典期    | 西元950年 – 1200年    |
| 後古典期        | 晚期後古典期    | 晚期後古典期    | 西元1200年 – 1539年   |
| 接觸時期        | 接觸時期        | 接觸時期        | 西元1511年–1697年     |

### 前古典期
前古典期又名成形期，許多古典期發展至巔峰的城邦，都有前古典期留下的石碑。傳說奧爾梅克文明將他們的文化傳入馬雅人所在的猶加敦半島後，便衰敗滅亡，原因不明。

### 古典期
馬雅文明在古典期發展至顛峰，尤其建築、雕刻、繪畫等藝術工藝相當興盛。馬雅人建立多座城邦、金字塔、石碑，遍布中美洲叢林，其中包括如今著名的馬雅文明觀光城市：
1. 位於瓜地馬拉境內的提卡爾（Tikal），是馬雅文明的文化和人口中心之一，同時也是當時最大的城市，人口最多時可能有十萬到二十萬。這裡最早的歷史可以追溯至西元前七百年。已知最早的紀念碑則建造於公元前四世紀。[15]
2. 墨西哥恰帕斯州的帕倫克（Palenque）
3. 宏都拉斯靠近瓜地馬拉邊境的馬雅南方大城科潘（Copán）

這三大城邦是馬雅古典期的重要城邦。值得注意的是，每個城邦都有各自的歷史與國王，儘管同屬馬雅文明，政治體制卻不統一，且有時有對立關係。例如，同為當時城邦之一的卡拉克穆爾，曾與提卡爾、帕倫克兩城邦發生戰爭，就像是馬雅「超級大國」之間的鬥爭。
自西元九世紀開始，許多城邦發生嚴重的政治崩壞，大量的都市遭遺棄，許多王朝結束，並轉往北部發展。古典期馬雅文明的衰弱原因現在仍是歷史學家研究的課題，但可能由以下事件一同導致：死傷慘重的區域性戰爭、人口過度增長造成的土地退化、以及乾旱。

### 後古典期
後古典期，馬雅文明中心漸漸轉移到北方的猶加敦半島，出現了奇琴伊察（Chichén Itzá）和烏希馬爾（Uxmal）等著名城市，但氣勢已漸走下坡了。　待西班牙帝國攻打中美洲時，曾經由無數城邦串聯成的輝煌馬雅帝國，早已因為內戰、環境破壞等許多因素，疲於應付外敵。加上馬雅人沒有對抗來自歐洲疾病的抗體，導致西班牙人所帶來的天花和霍亂等外來疾病橫行，使大量馬雅人死亡，文明就此沒落於叢林。

## 社會、家庭與婚姻

### 社會階級
分為貴族（almehenob）、祭司（ankinob）、平民（ah chembal）、奴隸（ppencatob）。
- 貴族分為真人（國王，balach）、村鎮首領、村鎮首領助手、警察等。
- 祭司由貴族出身，負責主持宗教儀式、指導農業生產、指導建築工程、預言日蝕及月蝕等天文現象及何時耕種、何時收成等。
- 平民主要是農民，也是建築工、石匠，要向貴族、祭司獻禮和進貢。絕大多數的馬雅人都是平民，而平民都是文盲，馬雅文明著名的文字、天文、數學等知識皆掌握在上層階級手中。他們為貴族和祭司承擔幾乎所有的勞動。
- 奴隸為上層階級效命。主要是由戰爭獲得，也有小偷、淪為戰俘的貴族出身的。

貴族和祭司的衣飾上有貝殼、獸皮、顏料、羽毛等掛件。

### 家庭
考古學家猜測，古代的馬雅家庭平均有五到七名成員，家人都住在一起。男人的職責包括務農和狩獵，而婦女們會做飯和編織。孩子們幫助他們的母親做家務，只有貴族或祭司身分的小孩才能去學校。

### 婚姻
傳統上，兒女在十幾歲或二十幾歲的時候，會被父母安排結婚。但是自1950年以來，年輕人自己選擇伴侶的情形已經越來越普遍。夫妻需與新郎的父母住在一起，直到他們的第一個孩子出生。

## 產業與生活

### 農業
馬雅人以玉米為主食，有八成食物來源都是玉米。農作物除玉米外尚有棉花、煙草、番茄、可可、木薯等。
由於南美洲可馴化動物較少，所以畜牧相對較少，僅有火雞和狗。為了補充蛋白質來源，馬雅人也會採集、狩獵野生動物如鹿、鼠等。
除此之外，養蜂也是馬雅人的重要農業之一。
自古以來，馬雅農民採用一種極原始的「米爾帕」耕作法：先把樹木統統砍光，經過過一段時間乾燥以後，在雨季到來之前放火焚毀，以草木灰作肥料，覆蓋住貧瘠的雨林土壤。燒一次種一次，休耕時間1-3年不等，有些地方甚至要等上6年，方法同刀耕火種。

#### 玉米
由於馴化了玉米，馬雅人在農業方面對人類歷史有重大貢獻。
玉米是美洲的一種野生植物，經過了馬雅人的馴化培育，它對人類來說變成了高產、高營養價值的糧食品種，幾乎成為美洲印第安文化的物質基礎。歐洲人到達美洲後將玉米傳播到全世界，玉米成了世界上許多地方的主要食糧，幫助世界上許多地方的人民渡過了無數次的飢荒，對人類的延續和發展作出不可抹滅的貢獻。
玉米雖為粗糧，但馬雅婦女會精緻化玉米，製作各種食物。她們會以1%石灰水浸泡乾玉米粒，再用手揉碎，製成的玉米漿可以做粥，也能加工揉製成麵糰，製作麵餅。
由於玉米的生長週期最短只需3個月，馬雅人農耕之餘，有很多時間進行其他生產活動。

#### 蜜蜂
根據文化紀錄，墨西哥猶加敦半島的居民飼養無刺蜂已經有千年歷史了。馬雅人的傳統做法是讓養蜂人去森林裡收集「xunan kab（皇家貴婦）」的蜜蜂。他們砍下樹木、把裡面有蜂窩的樹幹帶回家。這些蜜蜂每年生產出一到兩公升的少量蜂蜜會作為醫療用途，女王蜂則會用在慶典儀式裡。養蜂人通常是男性。
如今，馬雅人傳統的養蜂技術與猶加敦半島的生態保育十分有關。現代化後，為了賺錢，馬雅養蜂人轉向飼養商業用的蜜蜂，這種蜜蜂的每一個蜂群每年可以製造出40到50公斤蜂蜜。這種改變使得原生蜜蜂喪失。
由於外來蜜蜂喜歡替外來樹種授粉，而馬雅人飼養的原生蜜蜂則喜歡替原生樹木授粉，因此原生蜜蜂對於保育十分重要。

## 信仰與習俗

### 古代馬雅人的信仰

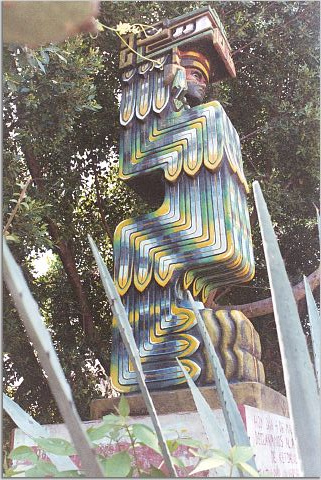
墨西哥的羽蛇神雕像

古代馬雅人屬於泛靈信仰，崇拜諸多神明與自然力量。由祭司集團發展出繁複的宗教儀式，以建立並膜拜石碑、金字塔、舉辦體育競賽、活人獻祭等方式祭祀神明。
馬雅人的最高神叫「羽蛇神」庫庫爾坎（Kukulcan），由奎特查爾鳳鳥羽毛和響尾蛇組合而成，是風神，又是金星（啟明星）。它被視為偉大的組織家、城市的建立者、數學、冶金學和天文學之父，傳說是它給百姓帶來了文明和教化。此外，它還掌管農業、豐收與降雨，這在乾旱的猶加敦半島意義非凡。
除此之外古馬雅還信仰許多神明，如：
- 玉米神于姆卡許（Yum Kax），祂非常親切，也最具人間情趣，形象清秀年輕，會以玉米當頭飾，和農民一樣只用腰布圍身，沒穿上衣，是個勤儉的神，也是森林之神。[25]

- 自殺女神伊休妲（Ixtab），祂有著誇張的胸乳，雙眼緊閉，代表死亡，臉頰上有黑點，代表著腐爛。祂的屍身死亡了，但靈魂被天堂下垂的繩索絞套著。[25]

- 大地女神伊希切爾（Ixchel），與洪水、紡織、懷孕、月亮有關。[25]

### 世界觀
現代馬雅人的宗教觀沿襲了他們祖先對宇宙的看法，認為宇宙可以分為三個部分：天堂、城市、地獄，也就是天、地與地下世界。這三者是由一棵巨大的宇宙樹貫串起來的。
馬雅人認為，地球是一個長方形的平面空間，這長方形的空間分成四個向限，分別代表東、西、南、北。他們理解地球及生存環境，就像一隻漂浮在水面上的烏龜或鱷魚的背部一樣。
馬雅人相信世界上存在著很多神祇，而且祂們可以藉由人化現為動物或植物的過程，去見證神明存在的事實。常在馬雅人的宗教祭儀相關物品中見到人、動物、植物的影像融合為一。

### 馬雅人與玉米的關係
馬雅神話中，人類是玉米粉做的。神本來用泥土造人，但是被雨水沖刷融化，後來用木頭造人，很快又腐朽了（有一說是木頭人沒心沒腦，不會討好神明，於是神以雨摧毀之）。最後神選用黃和白的玉米磨成粉捏造人，結果神很滿意。馬雅人認為他們是神捏造出來，於是自稱玉米人。
古代馬雅人認為神先造玉米，再由玉米造人。簡單的說故事是這樣的：玉米樹幹做為陰莖，風像帶種子一樣地把精子送入進入玉米樹毛髮狀構造（作為陰道），最後，在玉米花的子宮孕育成做玉米似的小孩子。瑪雅人認為玉米與跟他們對生命、生殖、性與疾病及其治療看法有關。
馬雅人的玉米有紅、黑、黃、白，四種顏色，分別代表著東、西、南、北四個方位。玉米顏色的象徵意義指引馬雅人的方向，這是他們現實生活中不可或缺的一部分。

### 現代馬雅人的天主教
十六世紀，西班牙的侵略者為了馴服馬雅人信教，硬是在馬雅古城的神聖土地上蓋教堂。這種作法表面上雖然奏效，但馬雅人卻將自己的文化與信仰暗藏在基督教信仰中，產生出一種與歐洲基督教極不相同的形態。
例如，馬雅人將耶穌的形象與馬雅文化中的太陽神連結在一起，而聖母瑪麗亞也變成馬雅人眼中的月神，所有基督教裡的神明都被馬雅人拿來跟他們文化裡的傳統神明作聯想。
現代馬雅人敬拜神的方式，是將神明塑像安置在神龕裡，再扛著神龕繞行村落。他們常以花朵裝飾神龕。
基督教裡重要的十字架象徵，也被重新詮釋為自遠古以來便一直敬奉的石碑。古代馬雅人用石碑來與神溝通並表示敬意。現代的馬雅人把十字架放在最神聖的地方，功能與代表的意義跟古時候敬畏神的石碑是相同的。

## 文學與藝術
在馬雅文明裡，雕刻、繪畫、編織和建築的創作是馬雅人接近神的方式，因此作品充滿神秘的張力。
馬雅文明的三個時期中，前古典期和古典期，作品充滿宗教和祭祀的神怪氣氛，後古典期則較為寫實，以世俗化的方式描繪神明。
而馬雅文明中曾是大眾生活必需品的彩繪陶器、石碑、玉器、貝殼、香爐等，現已跳脫實用的功能，以純藝術的觀點呈現，成為了馬雅藝術文明的表徵。

### 編織
馬雅婦女擅長手工編織。古馬雅人相信，編織是和神明溝通、表示敬意的方式，因此女性自幼就須學習編織。在瓜地馬拉的馬雅村落，所有婦女都會做手工編織，她們大約6、7歲起跟著媽媽學習。
她們的技法源自馬雅古早時期，已傳承2000年。馬雅服飾美學講究對稱、精細、繁複、 用色大膽鮮豔，早期使用龍舌蘭的纖維於織布上，目前織品比較常用的材質多為棉、羊毛與合成纖維

。
編織圖像則來自神話、民間傳說或自然萬物。不同部落的馬雅人所設計的花紋與顏色不盡相同。

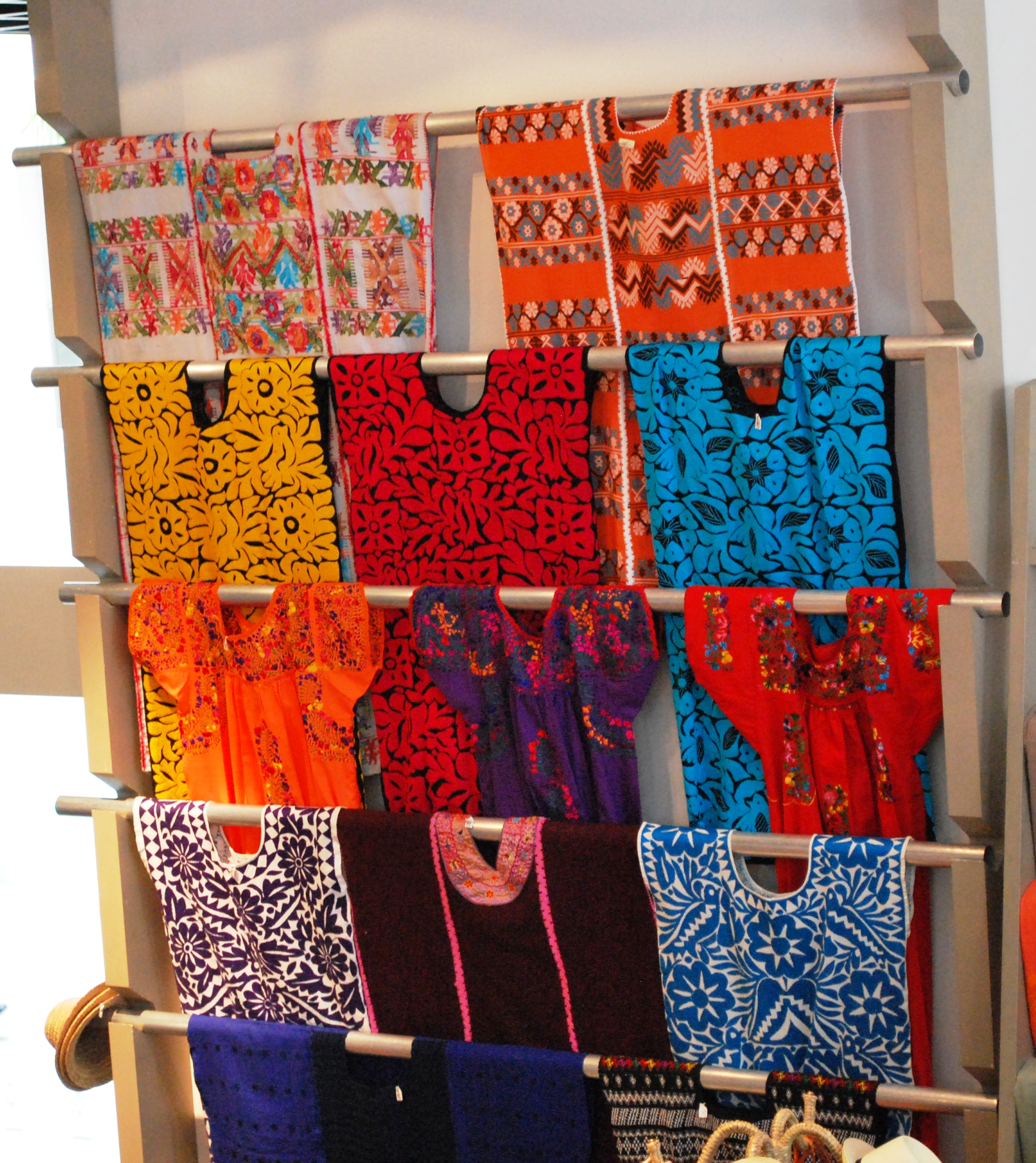
結合現代織料製成的huipil，在墨西哥的觀光城市作為特產或紀念品販售。

馬雅村落裡最常見的編織為「腰帶織法」，將棉線固定於一塊橫木，上面有掛鉤，可任意掛在屋簷或樹梢，另一端則有數塊橫木勾住棉線；而這棉線有各種顏色，繫在婦女的腰部，或站、或坐都能編織。這對常需分心看顧小孩的馬雅婦女來說，最輕巧方便。

馬雅婦女常穿的傳統服裝，稱為「Huipil」 ，是西班牙文「上衣」之義，念法可音譯為「威皮爾」，是一種寬鬆的織錦棉布衣服，從頭到腳的寬度都是相同的，長度長及大腿跟膝蓋。婦女們把裙子的邊緣用線縫住，留下兩個洞口可以伸出雙臂，同時有一個方形的口開在頸部，是伸出頭部用。早期這些Huipil用天然染料染色，像是從胭脂蟲取出的紅色，或取自槐藍屬植物的靛藍等。

## 現況

### 瓜地馬拉種族滅絕
瓜地馬拉的人口組成中，有40%以上屬於馬雅人，是該國原住民中人數最多的族群。20世紀末，由於內戰、經濟開發等因素，馬雅人被軍政府屠殺、虐殺、滅村、被迫遷離等慘況層出不窮。
- 1950年，總統哈科沃·阿本斯上任，實行土地改革，向大地主徵收土地，試圖解決土地不均的問題。但此舉引發大量收購土地的美國聯合果品公司不滿，最後，阿本斯政府在美國外交部以反共為名的煽動下被推翻，阿本斯流亡海外，卡洛斯·卡斯蒂略·阿馬斯成為新的獨裁者，並完全廢除先前阿本斯政府所作的改革。[33]

- 至此，農民組織武裝游擊隊反對軍政府，瓜地馬拉陷入長達36年的內戰。

- 由於馬雅人多居於深山或叢林，而這些地方常被游擊隊盤據，軍方就認為原住民藏匿游擊隊，展開報復行動，藉機逮捕原住民，並先嚴刑拷打後，再予以殺害。馬雅滅族事件因而不斷上演，許多村落幾乎被夷為平地。[34]

- 此外，婦女遭強暴、虐殺等情況也屢見不鮮，瓜地馬拉戰後歷史清查委員會統計，瓜地馬拉內戰期間發生的類似案例就有1,465起，受害者逾10萬人，近九成是原住民馬雅凱克奇族（Mayan Q'eqchi'）女性。[35]

- 1983年起，儘管瓜地馬拉政府逐步减少迫害原住民，國家重啟民主化，並於1985年重新舉行總統大選，但全國人民貧富不均的现象依然顯著，如今在瓜地馬拉的馬雅人仍多屬於經濟弱勢，沒有自己的土地，辛苦耕作卻一無所有。

- 1996年，交戰雙方簽署一份和平條約，正式结束內戰。這場內戰約二十萬人喪生或「失蹤」、上百萬人流離失所。

瓜地馬拉軍政府對馬雅人的迫害，被稱為瓜地馬拉種族滅絕，或者「沉默的大屠殺」。

### 薩帕塔運動
薩帕塔運動是墨西哥恰帕斯州的原住民起義運動。此運動「響起了『反全球化的第一槍』」。

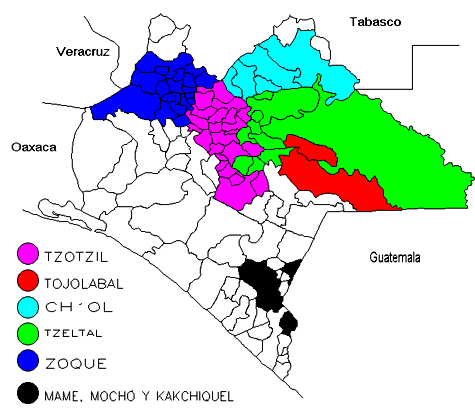
恰帕斯州的馬雅人人口分布。

1994年1月1日，在北美自由貿易協定生效當天，墨西哥南部恰帕斯州，爆發了以維護當地印地安人利益為目標的「薩帕塔運動」，他們的軍隊稱為「薩帕塔民族解放軍」。
恰帕斯洲地處墨西哥東南一隅，擁有豐富自然資源，且地理位置優越，是進入中美洲與南美洲的通道。州境內人口多數是鄉村的貧農、且至少1/3明顯為馬雅後裔，而西班牙語在郊區並不流行。當地有40%人口營養不良，是全國最高。儘管墨西哥政府進行土地改革，大多數當地原住民仍沒有土地耕作，貧窮和飢餓，終於引發革命。
自稱該運動領導人的副司令馬科斯指揮民軍佔據恰帕斯州許多主要城市，震驚墨西哥當局，迫使政府不得不正視其訴求。有人稱馬科斯為「新」切·格瓦拉或「後現代主義的」切·格瓦拉。他也的確擁有了一個類似「切（El Che）」的、傳遍了美洲的暱稱：「El Sup」（「副頭」）。
後來，儘管解放軍與政府簽訂和平協議，當地原住民生活卻沒有獲得改善，導致解放軍繼續暴動、佔領城市。目前的局勢平靜又緊張，在32個由薩帕塔民族解放軍控制的城鎮尤為緊繃。直至2014年仍有暴力事件發生。

## 名人

### 莉可韋塔·門楚·頓

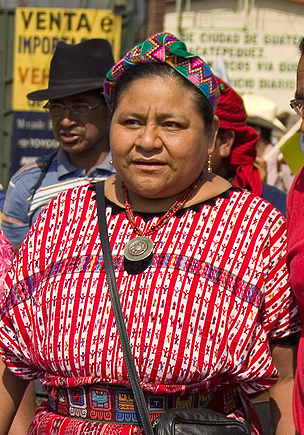
莉可韋塔·門楚·頓。

里戈韦塔·门楚出生於1959年，是上述瓜地馬拉種族滅絕中少數的倖存者。她積極宣傳瓜地馬拉內戰期間軍隊之惡行，爭取該國原住民人權。
莉可韋塔出生貧窮，父母是附近咖啡園的奴工。村落的許多孩童或營養不良、或誤飲遭污染的河水而早夭，莉可韋塔的兩個弟弟也同樣因此過世。1979年，瓜地馬拉軍方以門楚一家與游擊隊掛鉤為由，對莉可韋塔的兄長實施火燒之刑。隔年父親因參加抗議行動而遇難，母親也在不久後遇難。
1983年，在她的口述下，由歷史學家伊莉莎白·布爾戈斯（Elizabeth Burgos, 1941-）執筆，出版了她個人的第一本自傳《我是莉可韋塔·門楚》（Me llamo Rigoberta Menchú），描述家人的血淚故事和她的奮鬥歷程。
莉可韋塔在1992年獲得諾貝爾和平獎，是第一位獲得該獎項的原住民女性。1998年，她獲得阿斯圖里亞斯王子獎。而後，她成立「莉可韋塔．門楚．頓基金會」，持續捍衛原住民人權，並積極投入政治，曾於2007年宣布要參選2008年的瓜地馬拉總統，但沒有當選。

## 參看
- 瑪雅文明
- 瓜地馬拉
- 墨西哥